# Lo Llanet
Lo Llanet és un paratge del terme municipal d'Isona i Conca Dellà, a l'antic terme de Conques.
El lloc és a l'esquerra del riu de Conques, al vessant meridional de lo Tossal, a prop del lloc on es troben els termes municipals d'Isona i Conca Dellà, Gavet de la Conca i Llimiana, al nord de l'enclavament dels Obacs de Llimiana. Està emmarcat pel barranc de Guixers (ponent) i el barranc de la Cabana del Soldat (llevant).